# Travis Gerrits
Travis Gerrits, né le 19 octobre 1991 à Milton (Ontario), est un skieur acrobatique canadien spécialisé dans les épreuves de saut acrobatique. En 2013, il est médaillé d'argent aux mondiaux de Voss et atteint ses deux premiers podiums en Coupe du monde.

## Palmarès

### Jeux olympiques
- 7e aux Jeux olympiques d'hiver de 2014 à Sotchi

### Championnats du monde
| Édition/Discipline | Saut acrobatique |
| Mondiaux 2011      | 6e               |
| Mondiaux 2013      | Argent           |
| Mondiaux 2015      | 12e              |

### Coupe du monde
- Meilleur classement général : 13e en 2014.
- Meilleur classement en saut acrobatique : 5e en 2013 et 2014.
- 3 podiums en bosses dont 1 victoire.

#### Détails des victoires
| Édition / Épreuve | Saut acrobatique |
| 2014              | Pékin            |